# Silvia León
Silvia León (22 de febrero de 1958) es una exjugadora de voleibol de Perú. Fue internacional con la Selección femenina de voleibol de Perú. Compitió en los Juegos Olímpicos de Moscú 1980. Fue parte de la selección peruana que ganó la medalla de plata en los Juegos Panamericanos de 1979 celebrados en San Juan. Ganó la plata en el Campeonato Mundial de Voleibol Femenino de 1982 disputado en Perú.